# 이와타시
이와타시(일본어: 磐田市)는 일본 시즈오카현 서부에 있는 시이다. 예전에는 이와타군의 일부였다. J리그의 축구팀 주빌로 이와타의 본거지로 유명하다. 또한 일본 럭비 팀인 야마하 주빌로도 있다.

## 지리
시즈오카현 서부에 위치하고 덴류강 동안의 이와타하라 대지 위에 있다. 대지를 분단하듯이 남북으로 이마노라강이 흐르고 JR 도카이도 본선이 동서로 횡단한다.

## 인접하는 자치체
- 하마마쓰시(주오구, 하마나구, 덴류구)
- 후쿠로이시
- 슈치군 모리정

## 역사
이전에는 도토미국의 국부와 고쿠분지가 놓인 고대 정치 문화의 중심 도시였고 센고쿠 시대부터 에도 시대까지는 도카이도의 역참 마을인 미쓰케주쿠가 있는 미쓰케 지구가 발달했다. 도카이도 본선의 개통 이후에는 역이 설치된 나카이즈미 지구도 발전하였다.
1889년 10월 1일에 이와타군 미쓰케촌이 미쓰케정으로 승격하였다. 또한 같은 날에 나카이즈미촌과 니노미야촌이 합병해 나카이즈미정이 되었다. 이 두 개의 정은 1940년 11월 1일에 사이카이촌, 덴류촌과 합병해 새로운 이와타정을 이루었고, 이와타정은 1948년 4월 1일에 이와타시로 승격하였다. 2005년 4월 1일에 이와타시와 이와타군 류요정, 후쿠타정, 도요타정, 도요오카촌이 합병해 현재의 이와타시가 되었다.

## 교통

### 철도
- 도카이 여객철도 도카이도 본선
- 덴류하마나코 철도 덴류하마나코선

### 도로
- 도메이 고속도로
- 국도 제1호선
- 국도 제150호선

## 인구
| 연도 | 인구    | ±%     |
| ---- | ------- | ------ |
| 1960 | 105,489 | —      |
| 1970 | 111,452 | +5.7%  |
| 1980 | 145,751 | +30.8% |
| 1990 | 157,219 | +7.9%  |
| 2000 | 166,002 | +5.6%  |
| 2010 | 168,616 | +1.6%  |

## 기후
| 이와타시의 기후                                              | 이와타시의 기후 | 이와타시의 기후 | 이와타시의 기후 | 이와타시의 기후 | 이와타시의 기후 | 이와타시의 기후 | 이와타시의 기후 | 이와타시의 기후 | 이와타시의 기후 | 이와타시의 기후 | 이와타시의 기후 | 이와타시의 기후 | 이와타시의 기후 |
| 월                                                           | 1월             | 2월             | 3월             | 4월             | 5월             | 6월             | 7월             | 8월             | 9월             | 10월            | 11월            | 12월            | 연간            |
| ------------------------------------------------------------ | --------------- | --------------- | --------------- | --------------- | --------------- | --------------- | --------------- | --------------- | --------------- | --------------- | --------------- | --------------- | --------------- |
| 역대 최고 기온 °C (°F)                                       | 18.3 (64.9)     | 22.2 (72.0)     | 24.3 (75.7)     | 26.3 (79.3)     | 30.5 (86.9)     | 35.9 (96.6)     | 38.0 (100.4)    | 39.2 (102.6)    | 37.2 (99.0)     | 31.8 (89.2)     | 25.3 (77.5)     | 22.8 (73.0)     | 39.2 (102.6)    |
| 일평균 최고 기온 °C (°F)                                     | 10.8 (51.4)     | 11.7 (53.1)     | 14.7 (58.5)     | 19.0 (66.2)     | 22.7 (72.9)     | 25.3 (77.5)     | 28.8 (83.8)     | 30.6 (87.1)     | 28.2 (82.8)     | 23.6 (74.5)     | 18.5 (65.3)     | 13.2 (55.8)     | 20.6 (69.1)     |
| 일일 평균 기온 °C (°F)                                       | 6.2 (43.2)      | 6.9 (44.4)      | 10.0 (50.0)     | 14.5 (58.1)     | 18.6 (65.5)     | 21.8 (71.2)     | 25.4 (77.7)     | 26.8 (80.2)     | 24.1 (75.4)     | 19.1 (66.4)     | 13.7 (56.7)     | 8.5 (47.3)      | 16.3 (61.3)     |
| 일평균 최저 기온 °C (°F)                                     | 2.2 (36.0)      | 2.5 (36.5)      | 5.3 (41.5)      | 10.0 (50.0)     | 14.7 (58.5)     | 18.8 (65.8)     | 22.7 (72.9)     | 23.8 (74.8)     | 20.7 (69.3)     | 15.2 (59.4)     | 9.5 (49.1)      | 4.4 (39.9)      | 12.5 (54.5)     |
| 역대 최저 기온 °C (°F)                                       | −4.2 (24.4)     | −4.8 (23.4)     | −2.5 (27.5)     | 1.9 (35.4)      | 5.9 (42.6)      | 12.3 (54.1)     | 16.6 (61.9)     | 17.5 (63.5)     | 11.4 (52.5)     | 5.1 (41.2)      | 0.2 (32.4)      | −3.9 (25.0)     | −4.8 (23.4)     |
| 평균 강수량 mm (인치)                                        | 52.0 (2.05)     | 74.7 (2.94)     | 133.9 (5.27)    | 158.7 (6.25)    | 170.3 (6.70)    | 222.0 (8.74)    | 195.9 (7.71)    | 124.6 (4.91)    | 217.6 (8.57)    | 195.0 (7.68)    | 106.0 (4.17)    | 59.0 (2.32)     | 1,748 (68.82)   |
| 평균 강수일수 (≥ 1.0 mm)                                     | 5.4             | 6.2             | 9.6             | 9.7             | 9.8             | 12.3            | 10.4            | 7.4             | 11.3            | 10.2            | 7.5             | 5.7             | 105.5           |
| 평균 월간 일조시간                                           | 197.4           | 187.6           | 195.5           | 200.3           | 203.4           | 147.8           | 182.3           | 238.0           | 168.8           | 162.2           | 170.6           | 188.9           | 2,242.9         |
| 출처: 일본 기상청 (평년값: 1991년~2020년, 극값: 1978년~현재) |                 |                 |                 |                 |                 |                 |                 |                 |                 |                 |                 |                 |                 |

## 자매 도시
- 필리핀 다구판
- 미국 캘리포니아주 마운틴뷰